# Challenger de Saint-Rémy-de-Provence 2014
El Trophée des Alpilles 2014 fue un torneo de tenis profesional jugado en canchas de pistas duras. Se disputó la 6.ª edición del torneo que formó parte del circuito ATP Challenger Tour 2014. Se llevó a cabo en Saint-Rémy-de-Provence, Francia entre el 1 y el 7 de septiembre de 2014.

## Jugadores participantes del cuadro de individuales

### Cabezas de serie
| País                  | Jugador               | Rank1 | Favorito |
| --------------------- | --------------------- | ----- | -------- |
| Bandera de Francia    | Paul-Henri Mathieu    | 81    | 1        |
| Bandera de Ucrania    | Sergiy Stakhovsky     | 93    | 2        |
| Bandera de Francia    | Nicolas Mahut         | 103   | 3        |
| Bandera de Francia    | Kenny de Schepper     | 105   | 4        |
| Bandera de Rusia      | Yevgueni Donskoi      | 118   | 5        |
| Bandera de Eslovaquia | Norbert Gomboš        | 129   | 6        |
| Bandera de Francia    | Pierre-Hugues Herbert | 136   | 7        |
| Bandera de Japón      | Hiroki Moriya         | 149   | 8        |

- 1 Se ha tomado en cuenta el ranking del 25 de agosto de 2014.

### Otros participantes
Los siguientes jugadores recibieron una invitación (wild card), por lo tanto ingresan directamente al cuadro principal (WC):
- Maxime Chazal
- Nicolas Mahut
- Vitalii Shcherba
- Martin Vaisse

Los siguientes jugadores ingresan al cuadro principal tras disputar el cuadro clasificatorio (Q):
- Sergey Betov
- Bar Tzuf Botzer
- Erik Crepaldi
- Filip Veger

Los siguientes jugadores ingresan al cuadro principal como alternantes (Alt):
- Richard Becker
- Florent Serra

Los siguientes jugadores ingresan al cuadro principal como perdedores afortunados (LL):
- Michael Lammer

## Campeones

### Individual Masculino
- Nicolas Mahut derrotó en la final a  Vincent Millot 6–7(3–7), 6–4, 6–3

### Dobles Masculino
- Pierre-Hugues Herbert /  Konstantin Kravchuk derrotaron en la final a   David Guez /  Martin Vaisse 6–1, 7–6(7–3)